# Saint-Jean-des-Vignes
Saint-Jean-des-Vignes är en kommun i departementet Rhône i regionen Auvergne-Rhône-Alpes i östra Frankrike. Kommunen ligger i kantonen Anse som tillhör arrondissementet Villefranche-sur-Saône. År 2022 hade Saint-Jean-des-Vignes 472 invånare.

## Befolkningsutveckling
Antalet invånare i kommunen Saint-Jean-des-Vignes
| Referens: INSEE |